# Флаг Туймазинского района
Флаг муниципального образования Туймази́нский район Республики Башкортостан Российской Федерации — опознавательно-правовой знак, служащий официальным символом муниципального образования.
Флаг утверждён 13 июля 2006 года решением совета муниципального района Туймазинский район № 134 и внесён в Государственный геральдический регистр Российской Федерации с присвоением регистрационного номера 3018.

## Описание
«Прямоугольное полотнище синего цвета с соотношением ширины к длине 2:3, в центре которого цветок курая на стебле с тремя лепестками с каждой стороны, окружённый разомкнутым венком из пшеничных колосьев, сложенных в три ряда. Все фигуры жёлтого цвета».

## Обоснование символики
В центре флага — золотой полукруг из колосьев пшеницы, сложенных в три ряда, как олицетворение плодородия туймазинской земли, богатых традиций земледелия, передающихся из поколения в поколение, трудолюбия, благополучия, обеспеченности и щедрости её жителей.
Внутри полукруга из колосьев раскрыл золотое соцветие курай, символизирующий многонациональность, дружбу и единство народов, населяющих территорию района, мирное начало всему, стремление к свету, вершинам совершенства и развития, внутреннюю духовность жителей, что находит своё яркое отражение в многочисленных традиционных конкурсах и народных праздниках.